# József Andrusch
József Andrusch (Budapest, 31 marzo 1956) è un ex calciatore ungherese, di ruolo portiere.

## Palmarès
- Campionato ungherese: 3

Honvéd: 1984, 1985, 1986